# BBB 6002
La BBB 6002 est une ancienne locomotive électrique de la SNCF.
Ce prototype de type BBB (trois bogies de deux essieux moteurs) est mis en service en 1948. Si cette disposition d'essieux donne satisfaction, l'engin est pénalisé par la fragilité de ses moteurs et de son équipement électrique et il est radié en 1967 sans connaître de descendance, les progrès techniques permettant de se dispenser de six essieux moteurs pour les usages auxquels il est à l'origine destiné.

## Genèse du prototype
Dans le cadre de l'électrification de la ligne des Aubrais - Orléans à Montauban-Ville-Bourbon, la SNCF envisage l'achat de dix-huit machines de type CC, aptes à remorquer des trains lourds sur des lignes sinueuses et à profil difficile. Les techniques évoluant, l'accent est mis sur la comparaison de deux types de locomotives, la CC 6001 et la BBB 6002. Sur le second prototype, la disposition de trois bogies à deux essieux, encore inconnue sur les lignes de la SNCF, est censée être moins agressive pour les voies qu'un type CC grâce à une meilleure répartition des masses et doit autoriser une plus grande vitesse de circulation.

## Description

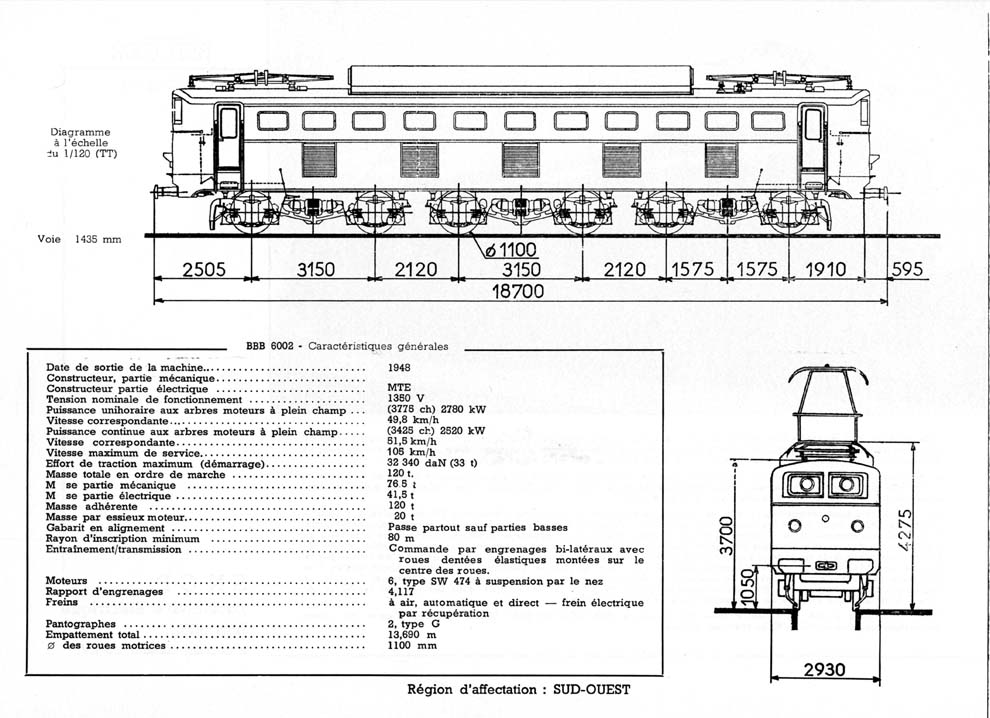
Plan de la BBB 6002.

La BBB 6002 est surtout caractéristique par ses trois bogies à deux essieux et deux moteurs, dérivés de ceux utilisés sur des automotrices. Les roues sont de petit diamètre (1,10 m) mais en contrepartie le régime de rotation des moteurs de traction est rapide. Pour faciliter l'inscription de la locomotive dans les courbes, le bogie central possède un débattement latéral de plus ou moins 250 mm. Lorsque les conditions le permettent, il est possible de faire fonctionner la locomotive avec quatre moteurs seulement. Le dispositif de tamponnement est fixé sur le châssis et non sur les bogies extrêmes.
Son équipement électrique est reproduit en 1964 sur la BBB 6003 lorsque cette locomotives, ex BBB 20003, est adaptée pour fonctionner sous courant continu.

## Service
Mise en service le 31 juillet 1948 au dépôt de Limoges avec plus d'un an de retard sur les prévisions, la BBB 6002 assure la remorque de lourds trains de marchandises et messageries sur Limoges — Toulouse où certaines sections de la ligne présentent des rampes et des pentes à 10 ‰. Si les performances de la locomotive sont bonnes, sa fiabilité s'avère mauvaise ; ses moteurs et son appareillage sont fragiles. Enfin, la conduite en banalité de ce prototype par des agents qui n'ont pas spécialement été formés pour cela est la cause de pannes et avaries de plus en plus fréquentes et la décision est prise de réformer la locomotive et de la radier des inventaires de la SNCF le 18 avril 1967.
Elle aurait dû servir à la définition des machines prévues pour la ligne de Paris-Lyon à Marseille-Saint-Charles. Finalement, la SNCF choisira de commander des modèles éprouvés inspirés du matériel d'avant-guerre : les BB 8100 et les 2D2 9100. Les modèles de locomotives à six essieux moteurs par la suite utiliseront quant à eux la disposition CC à deux bogies de trois essieux.

## Modélisme
La BBB 6002 a été reproduite en HO par l'artisan ApocopA sous forme de transkit (caisse en résine à monter sur un châssis de son choix).